# Lusine Gevorkyan
Lusine "Lou" Gevorkyan (* 21 de fevereiro de 1983, Capã, Arménia) é uma cantora russa, vocalista da banda de nu metal Tracktor Bowling e banda de post punk Louna.